# Culture non vivrière
Les cultures non vivrières sont des cultures de plantes destinées à d'autres utilisations que l'alimentation humaine ou animale.
La gamme de ces cultures non alimentaires est vaste.
Les principales catégories sont indiquées dans le tableau ci-après :
| Types d'utilisation                                            | Produits dérivés                                                                                        | Exemples de plantes cultivées à cet effet                                      |
| -------------------------------------------------------------- | --- | ------------------------------------------------------------------------------ |
| Bioénergie (cultures énergétiques)                             | Bioéthanol, biobutanol, biodiesel, gaz de synthèse, bioélectricité                                      | Algues, Buchloe dactyloides, Jatropha et panic érigé                           |
| Bâtiment et construction                                       | Mortiers et bétons de chanvre, matériaux de construction à base de paille, isolation, peintures, vernis | Chanvre, blé, lin, bambou                                                      |
| Fibres textiles                                                | Papier, tissus, rembourrage, ficelle et cordages                                                        | Fibre de coco, coton, lin, chanvre, chanvre de Manille, Cyperus papyrus, sisal |
| Pharmacie traditionnelle et moderne (protéines thérapeutiques) | Médicaments, plantes médicinales, compléments nutritionnels, médicament à base de plantes               | Bourrache, Cannabis sativa, Echinacea, Armoise, tabac                          |
| Biopolymères renouvelables                                     | Plastique et emballage                                                                                  | Blé, maïs, pomme de terre                                                      |
| Produits chimiques de spécialité                               | Huiles essentielles, encre d'imprimerie, couchage du papier                                             | Lavande, huile de colza, huile de lin, chanvre                                 |